# Drie jongens als circusdetective
Drie jongens als circusdetective is het achtste deel van de Bob Evers-boekenreeks van de schrijver Willy van der Heide. Het is het eerste deel van een trilogie waartoe verder de delen Een dollarjacht in een D-trein en Een speurtocht door Noord-Afrika behoren.

## Verhaal
Hoofdpersonen van de serie zijn de Nederlandse jongens Arie Roos en Jan Prins en hun Amerikaanse vriend Bob Evers.
Op weg naar het huis van Jans oom Munno in Bilthoven, waar zij tijdens een zomervakantie op het huis passen, zien Jan en Arie een triplexkist van een passerende expeditieauto vallen. De bestuurder heeft dit niet in de gaten en Jan en Arie nemen de opengevallen kist, waarin allerlei speelgoedtreinmaterieel blijkt te zitten, mee om later naar de politie te brengen. In Bilthoven, waar intussen ook voor de vakantie Bob Evers is gearriveerd, worden zij diezelfde avond in het huis van oom Munno overvallen door drie mannen die in een gevecht met de jongens grote schade aanrichten en vervolgens verdwijnen, met meenemen van alleen de treintjes uit de kist.
De drie jongens laten dit er niet bij zitten en gaan verder op onderzoek uit. Het blijkt dat een tweede kist met treintjes is gevonden door een auto van het circus Bonzario, dat in Amersfoort zijn tenten heeft opgeslagen. Zowel de jongens als hun overvallers komen dit te weten en zij ontmoeten elkaar weer in en om het circus. De kist is ondertussen op onnaspeurlijke wijze in het circus verdwenen. De avondvoorstelling wordt door kortsluitingen en drijfjachten op een daardoor ontsnapte baviaan – waarbij nog een van de overvallers, bijgenaamd De Bolle, voor de baviaan wordt aangezien – grondig in de war geschopt. Arie ontdekt op het circusterrein in een donkere hoek de kist met treintjes, waarvan sommige splinternieuwe dollarbiljetten blijken te bevatten. Hij besluit daarmee naar de politie te gaan, terwijl Jan en Bob de jacht op de overvallers voortzetten. Bob wordt daarbij door de overvallers in zijn kraag gepakt.
Op het politiebureau blijkt dat de dollars vals zijn. Zij vormen een spoor naar een internationale omvangrijke dollarsmokkel, waarnaar de Amerikaanse FBI al tijden op zoek is. Als twee leden van deze organisatie van Jan horen dat Bob is opgepakt en dat de overvallers met hem op de vlucht zijn geslagen in de richting van België, vragen zij Arie en Jan met hen mee te gaan achter de overvallers aan. Vlak bij de Belgische grens wordt Bob bevrijd, maar de overvallers worden niet gepakt. De jongens  wordt gevraagd of zij bereid zijn met de FBI naar Zwitserland te gaan – waar de achtergelaten sporen over de dollarsmokkel naartoe wijzen – om de jacht op de smokkelaars voort te zetten.

## Drukgeschiedenis
De eerste druk werd in 1952 gepubliceerd door de uitgeverij M. Stenvert & Zoon te Meppel in een hardcoveruitgave, met stofomslag en illustraties van Frans Mettes. Tot aan 1959 verschenen nog vier drukken.
In 1966 werd het formaat gewijzigd. Het boek werd voortaan gepubliceerd als pocketboek (17,5×11,5 cm). De tekst van deze uitgave was door de auteur bewerkt. De druknummering werd voortgezet en tot 1990 verschenen de volgende drukken:
- 1966 tot 1983: 6e t/m 22e druk, omslag van Moriën
- 1986 tot 1990: 23e t/m 24e druk, omslag van Bert Zeijlstra

In de pocketeditie zijn de illustraties uit de hardcoveruitgave overgenomen.